# Ziemia obiecana
Ziemia obiecana é um filme de drama polonês de 1975 dirigido e escrito por Andrzej Wajda. Foi indicado ao Oscar de melhor filme estrangeiro na edição de 1976, representando a Polônia.

## Elenco
- Daniel Olbrychski - Karol Borowiecki
- Wojciech Pszoniak - Moritz Welt
- Andrzej Seweryn - Maks Baum
- Kalina Jędrusik - Lucy Zucker
- Anna Nehrebecka - Anka
- Bożena Dykiel - Mada Müller
- Andrzej Szalawski - Herman Bucholz
- Stanisław Igar - Grünspan
- Franciszek Pieczka - Mr Müller
- Kazimierz Opaliński - pai de Maks
- Andrzej Lapicki - Trawiński
- Wojciech Siemion - Wilczek
- Tadeusz Białoszczyński - pai de Karol
- Zbigniew Zapasiewicz - Kessler
- Jerzy Nowak - Zucker
- Piotr Fronczewski - Horn
- Jerzy Zelnik - Stein